# Eduard Carol i Guitart
Eduard Carol i Guitart   (Barcelona, 1 de setembre de 1946 - Cornellà de Llobregat, 27 de febrer de 2008) fou un pilot de motociclisme català que destacà en la modalitat de les pujades de muntanya, essent-ne un dels principals especialistes durant les dècades de 1960 i 1970. Competí també en curses de resistència i velocitat, sempre de forma privada i sense suport oficial de cap fabricant tret de Montesa, que l'ajudà ocasionalment gràcies als seus bons resultats amb aquesta marca. Dins el seu palmarès hi destaquen tres campionats de Catalunya de pujades de muntanya (1968/69, 1970 i 1990) i dos subcampionats estatals de resistència (1973 i 1979).

## Biografia
A deu anys la seva família s'instal·là a Cornellà de Llobregat, Baix Llobregat, on residí des d'aleshores. Estudià delineació mecànica (la professió de son pare) i un cop acabats els estudis entrà a treballar en el negoci familiar. Sense comptar amb l'autorització paterna, Eduard hagué d'esperar als 21 anys per a començar a córrer en motocicleta, la seva passió, debutant en competició el 1967 a la I Pujada a la Vallesana, a Santa Coloma de Gramenet. Des d'aleshores i fins al 1981 compaginà la seva feina amb la competició setmanal, esdevenint un dels millors pilots catalans en curses de muntanya (n'arribà a guanyar moltes corrent contra rivals que pilotaven per a equips oficials, equipats amb motocicletes molt superiors) i fent-se també un nom en les competicions de resistència, incloses les 24 Hores de Montjuïc (cursa en què marcà el rècord de la volta ràpida per a motos monocilíndriques). Assidu també del Campionat estatal de velocitat, els seus resultats en aquesta disciplina no foren tan remarcables degut a la seva inferioritat tècnica, en participar-hi amb motos desfasades i sense possibilitats.
El juliol de 1974, coincidint amb la seva quarta participació a les 24 Hores de Montjuïc (aquest cop, fent parella amb Julio Collado a bord d'una Bultaco), Carol feu de doble de l'actor Eusebio Poncela durant el rodatge de la pel·lícula de Lluís Josep Comeron Larga noche de julio ("Llarga nit de juliol"), en què un pilot -interpretat per Poncela- aprofita un relleu de la cursa per a perpetrar un robatori que finalment acaba en assassinat. La pel·lícula fou guardonada amb el Premi Ciutat de Barcelona i, com a anècdota, aconseguí notorietat per l'escàndol que va suscitar la seva estrena a l'Aràbia Saudita. El motiu fou l'aparició en pantalla d'Eduard Carol (doblant a Poncela en els plànols de la cursa) amb el seu clàssic casc decorat amb estels, molt similars a l'estrella de David, cosa que encengué els ànims dels espectadors àrabs fins al punt de provar de cremar el cinema. El fet va provocar un incident diplomàtic i un intent de querella contra Carol.

## Trajectòria esportiva
Després de debutar a la I Pujada a la Vallesana, el 1967 (on fou tercer en la categoria sport fins a 250cc i quart a la general de motos amb una Montesa Impala), Carol començà a destacar a les curses de muntanya catalanes durant el 1968. El 1969 aconseguí diverses victòries dins la seva categoria i disputà la seva primera cursa de l'estatal de velocitat, a Granollers. Al final de temporada fou proclamat Campió de Catalunya de pujades cronometrades en la categoria sport superior a 175cc de les temporades 1968-1969. La temporada de 1970 aconseguí el títol en la categoria de 250cc.
El 1971 aconseguí algun bon resultat en velocitat, però a les pujades patí diversos problemes mecànics que l'apartaren dels primers llocs. L'any següent disputà menys curses, però aconseguí algun podi (cal dir que en el campionat estatal de resistència assolí diversos èxits: tercer a 250cc el 1972 i subcampió el 1973). Els anys 1973 i 1974 es concentrà bàsicament en la velocitat, passant el 1975 a dedicar-se gairebé en exclusiva a les pujades de muntanya.

## Palmarès

### Pujades de muntanya
- Campió de Catalunya de pujades cronometrades en categoria sport superior a 175cc (temporades 1968-1969).
- Campió de Catalunya de pujades cronometrades en categoria de fins a 250cc (1970).
- Campió de Catalunya de muntanya (1990).

### Resistència
- Rècord de la volta ràpida a Montjuïc per a motos monocilíndriques, establert amb la Montesa 414 en 1'51" el 1978 (circuit antic, sense xicanes).
- 2 vegades tercer al Campionat d'Espanya:
  - 250cc, 1972
  - 350cc, 1984
- 2 vegades Subcampió d'Espanya:
  - 250cc, 1973
  - 500cc, 1979

Resultats a les 24 Hores de Montjuïc
| Any  | Categoria         | Classificació | General |
| ---- | ----------------- | ------------- | ------- |
| 1972 | 250cc             | 3r            | 18è     |
| 1973 | 250cc Sport Sèrie | 2n            | 19è     |
| 1979 | 500cc             | 3r            | 16è     |
| 1984 | 350cc             | 3r            | 14è     |